# Puerto Tirol
Puerto Tirol ist eine nach der historischen Region Tirol benannte Kleinstadt in der nordargentinischen Provinz Chaco, 15 km von Resistencia entfernt.
Gegründet wurde Puerto Tirol von General Antonio Dónovan, der von 1888 bis 1893 Gobernador der neu erworbenen Provinz Chaco war und bei der Eröffnung der Schule dieser namenlosen Ansiedlung jenen Namen wählte, den die italienischen, größtenteils aus dem Gebiet der heutigen Region Trentino-Südtirol stammenden Einwanderer in ihrem alten, aus Europa mitgebrachten Wappen führten: Tirol. Zu dieser Grafschaft gehörte ihre alte Heimat zum Zeitpunkt der Auswanderung. Als Gründungsjahr gilt gemeinhin 1891, doch wurde im Jahr 2003 in Puerto Tirol ein großes 115-jähriges Jubiläum gefeiert, so dass sich als amtliches Gründungsjahr 1888 ergibt. Der an einem kleinen Fluss namens Rio Negro gelegene Ort wurde verschiedentlich auch "Colonia Tirol" oder mit dem Namen ihrer Einwohner "los Tiroleses" genannt, erfreut sich aber keinesfalls jener Berühmtheit, zu der andere Orte mit mehr oder weniger echter Tiroler Vergangenheit gelangten, wie z. B. das touristisch bedeutsame Bariloche im Süden Argentiniens oder der kleine Ort Villa General Belgrano in der Umgebung der alten Universitätsstadt Córdoba, die von den Einheimischen oft wegen der vielen hellhäutigen, oberitalienischen ("Tiroler") Einwanderer "pampa gringa" genannt wird.
Das Überleben sicherte dem im unmittelbaren Einzugsbereich der Stadt Resistencia gelegenen Ort die Fabrik UNITAN, die der schwedischstämmige Gustavo Adolfo Lagerheim aus Buenos Aires zur Gewinnung des Farbstoffes Tannin aus dem Quebracho-Baum gegründet hatte.
Berühmt ist Puerto Tirol auch für die Kirche San José, die alljährlich am 22. Mai rund 100.000 Jugendliche anzieht, die durch diese Wallfahrt Santa Rita de Casia verehren. Der Wahl-"Tiroler" Don Heraclio Pérez, berühmt für seine Chamamé-Tänze, verewigte Tirol in einem in Argentinien heute noch bekannten Lied.
Kurz vor dem 115-Jahr-Jubiläum begannen die lokalen Politiker, Kontakte zur heutigen italienischen Region Trentino-Südtirol herzustellen, um auf diese Weise dem sichtbar verarmten Ort Fördermittel zukommen zu lassen. So wurde 2001 eine Asociación Trentina gegründet und der 2003 aus dem Amt geschiedene Gobernador, Rozas, besuchte offiziell die Autonome Provinz Bozen (Südtirol). Der 2003 amtierende Bürgermeister, Daniel Vallejos, kannte freilich unter den Einwohnern seiner Stadt keine Nachfahren der italienischen Tiroler (Welschtiroler) mehr.
Ungefähr 900 km östlich von Puerto Tirol gibt es eine weitere von Tirolern (und Vorarlbergern) 1933 gegründete Ortschaft, Treze Tílias, in Santa Catarina, Brasilien.

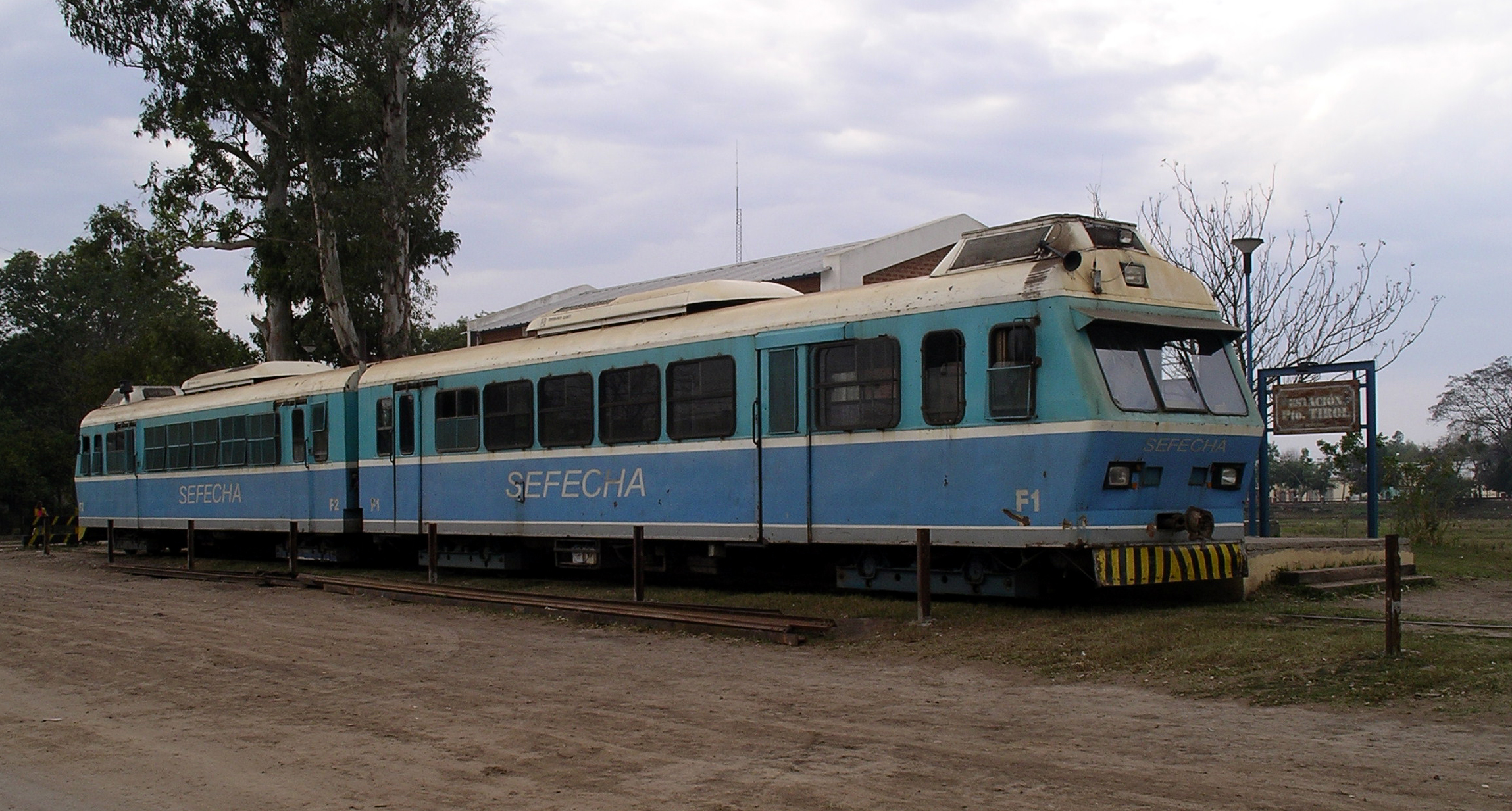
Der ehemalige Bahnhof bzw. die jetzt nicht überdachte Haltestelle von Puerto Tirol.
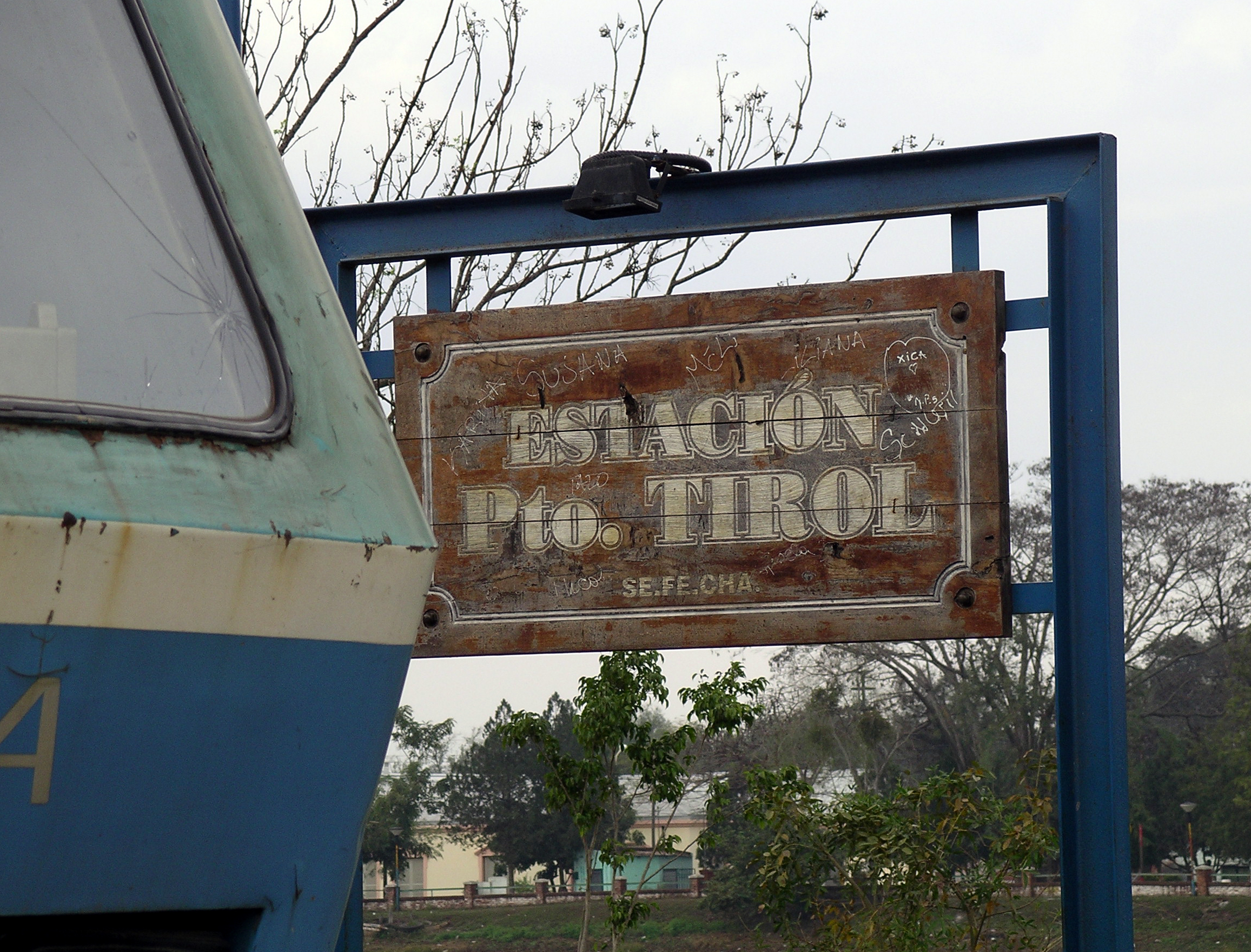
Das Haltestellen-Schild von Puerto Tirol.
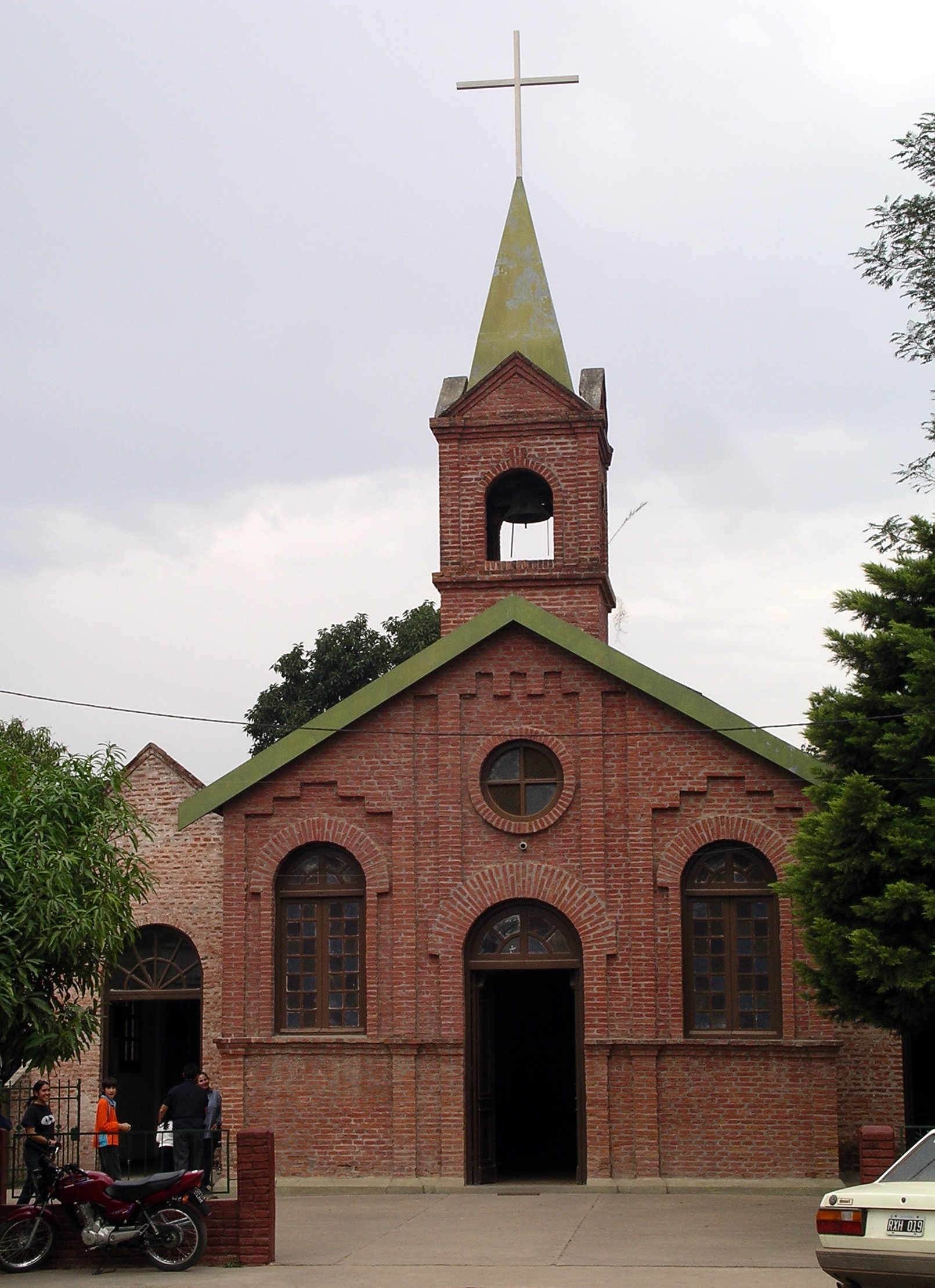
Die Kirche von Puerto Tirol.
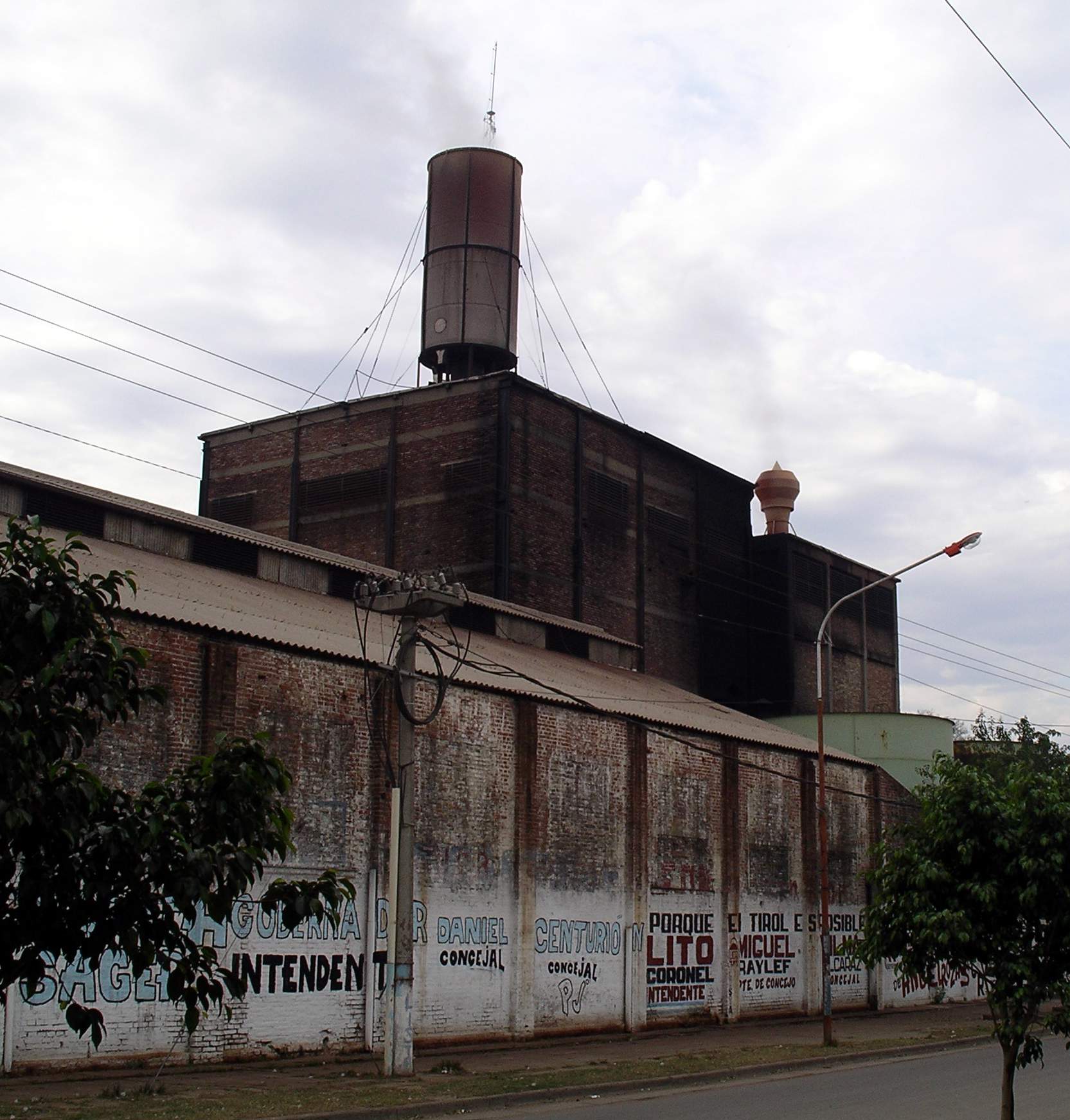
Die Tannin-Fabrik von Puerto Tirol mit der einzigen asphaltierten Straße.
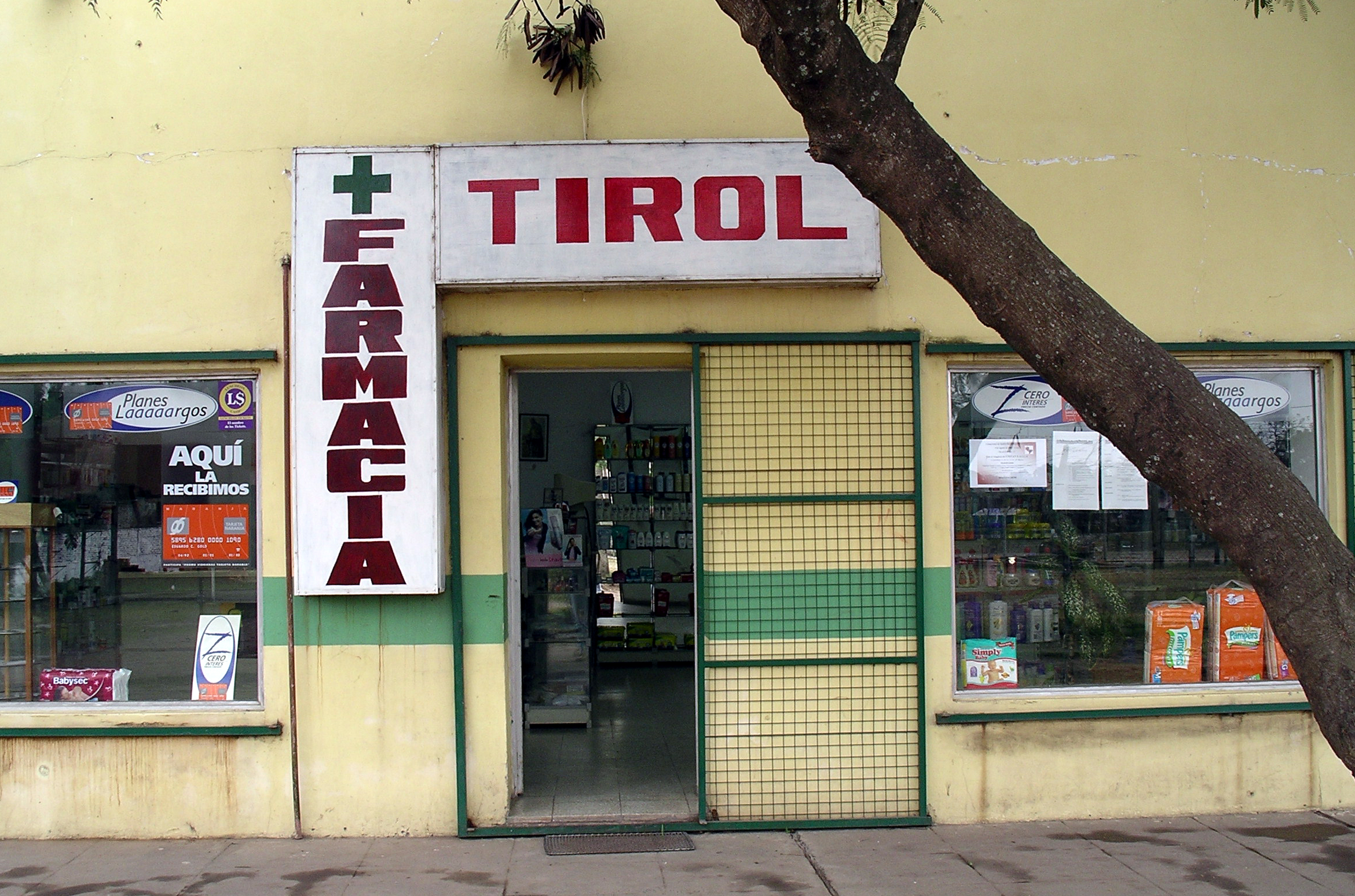
Die Apotheke von Puerto Tirol.